# 李磐 (嘉靖進士)
李磐（？年—？年），字伯固，號少石，河南汝宁府光州固始县人，軍籍。明朝政治人物。

## 生平
嘉靖四年（1525年）乙酉科河南鄉試舉人，嘉靖五年（1526年）丙戌科三甲七十六名進士，授湖廣襄陽府推官，擢升監察御史，巡盐两浙，十二年九月降調外任，累升山西布政司右参议，嘉靖二十五年（1546年）参与平定代府宗室朱充灼谋反案，赏银币。歷官至山東右、浙江左布政使。隆庆四年（1570年）被降二级。
固始县有恩榮坊，为知縣張梯为李磐所建。